# Okręg Wilno Armii Krajowej
Okręg Wilno – jednostka terytorialna Służby Zwycięstwu Polski, Związku Walki Zbrojnej następnie Armii Krajowej o kryptonimach: „245”, „Miód”, „240”, „Wiano”, „Jagody”. Okręg był jednostką samodzielną, podlegał bezpośrednio Komendzie Głównej ZWZ/AK, obejmował obszar byłego województwa wileńskiego i Litwy w granicach z 1939. W swojej strukturze zawierał również Podokręg Litwa Środkowa. Komendantem okręgu był ppłk Nikodem Sulik ps. „Jodko”, a po jego aresztowaniu w kwietniu 1941 mjr/ppłk Aleksander Krzyżanowski ps. „Wilk”. Szefem Kedywu okręgu był cichociemny por. Adam Boryczka ps. „Brona”, „Tońko”, po jego przejściu od połowy sierpnia 1943 do oddziałów leśnych mjr Kazimierz Radzikowski ps. „Dąbek”. W okręgu działało ponad 30 Ośrodków Dywersyjnych oraz Ośrodków Dywersyjno-Partyzanckich. Od 1 sierpnia 1943 Komenda Okręgu miała łączność ze Sztabem Naczelnego Wodza w Londynie, dzięki pracy własnej radiostacji o kryptonimie „Wanda 19”.
Po operacji Ostra Brama, 17 lipca 1944 jednostki NKWD rozpoczęły rozbrajanie żołnierzy AK okręgu wileńskiego; aresztowano 7924, w tym gen. bryg. Aleksandra Krzyżanowskiego ps. „Wilk” oraz 650 oficerów i podoficerów, zamordowano co najmniej 60, ok. 6 tys. osadzono w obozie w Miednikach. Przez ponad rok w okręgu trwały walki z okupantem sowieckim. 
Wileński Okręg AK został odtworzony w pojałtańskiej Polsce jako jednostka eksterytorialna przez ppłk. Antoniego Olechnowicza ps. Pohorecki; podlegały mu 5 i 6 Wileńska Brygada AK, odtworzone na Podlasiu oraz w Borach Tucholskich przez mjr Zygmunta Szendzielarza ps. Łupaszko. Obaj zostali zamordowani przez władze komunistyczne w warszawskim więzieniu przy ul. Rakowieckiej. Okręg został rozbity przez komunistów w 1948, ale ostatnie grupy leśne z 6 Wileńskiej Brygady AK walczyły aż do 1952 roku.

## Oddziały partyzanckie
Pierwszy stały oddział partyzancki w okręgu utworzono w marcu 1943, dowodzony był przez ppor. Antoniego Burzyńskiego ps. Kmicic, po kilku miesiącach uzyskał status brygady w sile ok. 300 żołnierzy. 26 sierpnia 1943 wraz ze sztabem został zaproszony przez sowieckiego dowódcę Brygady im. Woroszyłowa na rozmowy w bazie nad Naroczą. Sowieci aresztowali, rozbroili, następnie zamordowali ok. 80 partyzantów wraz z „Kmicicem”. 
We wrześniu 1943 oddział został odbudowany przez rtm Zygmunta Szendzielarza ps. Łupaszko. Utworzono także kolejne oddziały: cichociemnego por. Adama Boryczki ps. „Tońko”, N.N. ps. Dzik, por. Gracjana Fróga ps. Szczerbiec, por. Adama Walczaka ps. Nietoperz oraz Jana Czerwińskiego ps. Żuk. Pod koniec 1943 oddziały rozpoczęły przekształcanie się w brygady partyzanckie AK: m.in. oddział „Szczerbca” w 3 Brygadę, oddział „Łupaszki” w 5 Brygadę, oddział „Tońki” stał się zawiązkiem 6 Brygady, oddział „Żuka” w 7 Brygadę, oddział „Nietoperza” został zalążkiem 13 Brygady. W okręgu działało 16 brygad partyzanckich oraz 10 mniejszych oddziałów, łącznie w sile ok. 10 tys. żołnierzy. 
W kwietniu 1944 powołano Sztab Oddziałów Polowych oraz z Inspektoratów: „A” (wileńsko-trocki), „B-C” (Brasław-Postawy) oraz „F” (Oszmiana-Mołodeczno) utworzono trzy zgrupowania partyzanckie. W pierwszym półroczu 1944 wileńskie oddziały AK przeprowadziły ok. sto kilkadziesiąt istotnych akcji bojowych przeciwko niemieckiemu okupantowi. 

## Pod okupacją sowiecką
Gen. Michał Tokarzewski-Karaszewicz, komendant powstałej w Warszawie 27 września 1939 roku Służby Zwycięstwu Polski, wysłał do Wilna trzech emisariuszy. Byli to: płk dypl. Janusz Gaładyk, ppłk dypl. Nikodem Sulik „Jodko” oraz mjr Aleksander Krzyżanowski „Andrzej”. Oficerowie przybyli do Wilna 8 grudnia 1939 bez płk. Janusza Gaładyka, którego to aresztowano na granicy litewsko-sowieckiej.
Poprzez ks. Kazimierza Kucharskiego nawiązali oni łączność z samorzutnie powstałymi organizacjami podziemnymi. 28 grudnia 1939 formalnie powstał Wileński Okręg SZP wchłaniający wszystkie powstałe podziemne organizacje na terenie Wileńszczyzny.
Już w styczniu 1940 przemianowano SZP na Związek Walki Zbrojnej. Okręg Wileński ZWZ podlegał bezpośrednio komendantowi głównemu ZWZ w Paryżu, gen. broni Kazimierzowi Sosnkowskiemu. Łączność utrzymywano za pośrednictwem bazy w Kownie, a później bazy „Anna” w Sztokholmie.

## Organizacja SZP-ZWZ na początku 1940 roku

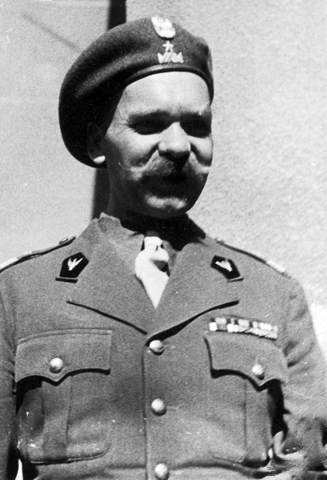
Nikodem Sulik

Obsada Dowództwa Wojewódzkiego (od maja 1940 Komenda Okręgu)
- dowódca wojewódzki (komendant okręgu) – ppłk Nikodem Sulik
- zastępca (szef sztabu) – ppłk Adam Obtułowicz
- zastępca dowódcy ds. propagandy – mjr Władysław Kamieński
- kwatermistrz – mjr Aleksander Krzyżanowski
- szef ogólnoorganizacyjny – kpt. dypl. Antoni Olechnowicz
- szef wywiadu – ppłk dypl. Zygmunt Cetnerowski
- szef łączności – por. Stefan Czernik
- przewodniczący komisji finansowej – ks. dr Kazimierz Kucharski
- komendant garnizonu Wilno „Dwór”

kpt. Aleksander Wasilewski
kpt. Karol Zieliński
- komendant prowincji „Pole”

mjr Józef Roczniak
kpt. Czesław Dębicki
- adiutant – por. Bolesław Wasilewski

W styczniu 1943 roku zlikwidowano podział okręgu na „Dwór” i „Pole”. Od tej pory okręg dzielił się na garnizon miasta Wilno i Inspektoraty.

## Pod okupacją niemiecką
Zgodnie z dekretem Hitlera z 17 lipca 1941 roku „Administracja terytoriami na Wschodzie”, Wileńszczyznę wraz z Litwą określono jako Generalbezirk Liteauen. Utworzono dwa Gebietskommissariaty: Wilna-Stadt pod zarządem Kreisleitera NSDAP Hansa Hingsta j Wilna-Land pod zarządem SS-Obersturmführera Horsta Wulfa. Obok niemieckiego Gestapo, służby bezpieczeństwa i policji powstały odpowiedniki litewskie włącznie z polityczną Saugumą.
Zgodnie z wytycznymi Komendy Głównej Wileńszczyzna została podzielona na Wilno-Miasto oraz Wilno-Wieś (Prowincja). Wilno – Miasto otrzymało kryptonim „Dwór”, a Wilno-Wieś kryptonim „Pole”. Komendantem „Pola” został inż. por Czesław Dębicki „Chudy”, a szefem sztabu Mieczysław Potocki „Kamień”.
14 lutego 1942 roku Związek Walki Zbrojnej przemianowano na Armię Krajową. Na wiosnę z Komendy Głównej AK w Warszawie przybyli do Komendy Okręgu ppłk Lubosław Krzeszowski „Ludwik” oraz kpt. Teodor Cetys „Sław”. Zgodnie z wytycznymi Komendy Głównej nastąpiła reorganizacja Komendy Okręgu Wileńskiego AK.

### Komenda Okręgu Wileńskiego AK

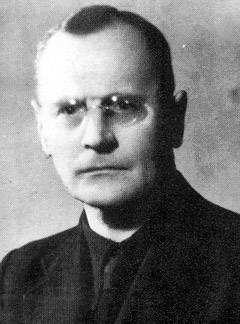
Aleksander Krzyżanowski „Wilk”

komendant – ppłk Aleksander Krzyżanowski „Wilk”
szef sztabu – ppłk Lubosław Krzeszowski „Ludwik”
- Oddział I Ogólnoorganizacyjny – ppłk Julian Kulikowski „Ryngraf”, „Witold”, „Drohomirski”
- Oddział II
  - Wydział Operacyjny – Stefan Stawiej „Otto”
  - Kontrwywiad – sędzia Mirosław Głębocki „Cecylia”[3]
- Oddział III Operacyjno-szkoleniowy – cichociemny mjr Teodor Cetys „Sław”
- Oddział IV Kwatermistrzowski – mjr Stanisław Heilman „Wileńczyk”, „Tomasz”
- Oddział V Łączności – kpt Stefan Czernik „Orwat”
- Oddział VI BIP – Antoni Kokociński „Julian”, „Tulipan”
- Komórka Kedywu – mjr Kazimierz Radzikowski „Dąbek”
- Wojskowy Sąd Specjalny – ppor. czasu wojny Stanisław Ochocki „Argus”
- Służba Duszpasterska – ks. ppłk Piotr Rynkiewicz „Piotr”, „Aleks”

### Inspektoraty rejonowe
W czerwcu 1942 roku, zamiast dotychczasowego podziału na „Dwór” i „Pole” wprowadzono inspektoraty. Inspektoraty rejonowe dzieliły się na obwody, które pokrywały się z powiatami według podziału administracyjnego sprzed 1939 r.
- Inspektorat „A” – mjr Antoni Olechnowicz
  - Podinspektorat Północny – kpt. Emanuel Protesch „Emka”
  - Podinspektorat Południowy – kpt. Jerzy Bronikowski „Dzik”
  - Garnizon Wilno
- Inspektorat „B” – mjr Mieczysław Potocki
  - Obwód Święciański
  - Obwód Brasławski
- Inspektorat „C” – mjr Stefan Świechowski
  - Obwód Postawski
  - Obwód Dziśnieński
  - Inspektorat „BC”[a]. – mjr Mieczysław Potocki
- Inspektorat „E” – dr Stanisław May
  - Obwód Kowieński – Mieczysław Turkiewicz ps. „Szofer”
  - Obwód Kiejdański – chor. Franciszek Madoński ps. „Pochmurny”
  - Obwód Szawelski – Teodor Nagurski ps. „Michał”
- Inspektorat „F” – mjr Czesław Dębicki
  - Obwód Oszmiański „Oset” – ppor. Tadeusz Czernik „Cis”
  - Obwód Mołodeczański „Mleko” – por. Władysław Burak „Gajewski”
  - Obwód Wilejski

### Przygotowania do Burzy
W kwietniu 1944 roku, na podstawie rozkazu organizacyjnego Komendy Okręgu, na bazie inspektoratów utworzono sztaby zgrupowań partyzanckich. 6 czerwca oficjalnie ujawnione zostało Dowództwo Oddziałów Partyzanckich Okręgu Wileńskiego.
Dowództwo

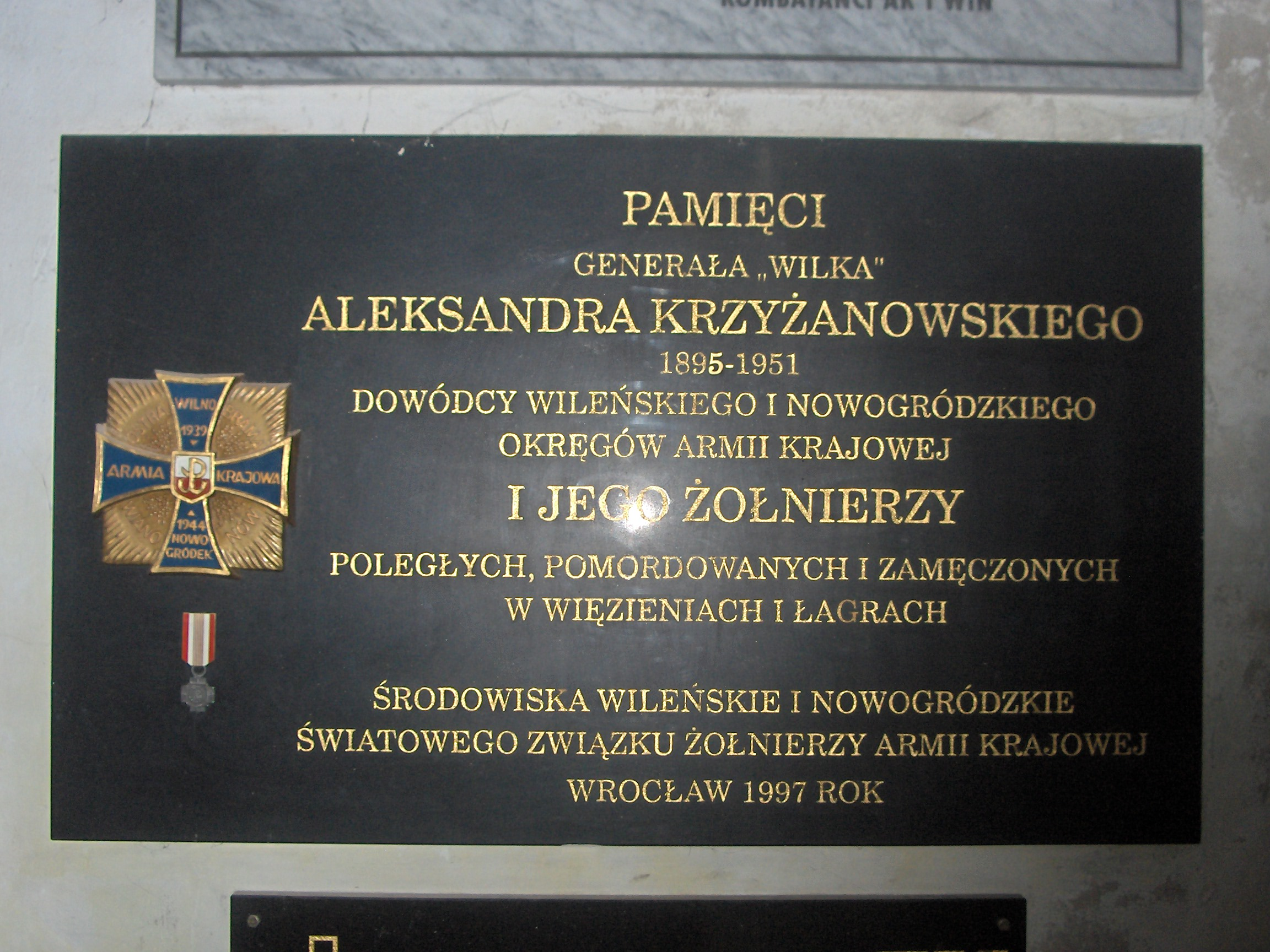
Tablica pamiątkowa ku czci gen. Aleksandra Krzyżanowskiego „Wilka” oraz jego podkomendnych z Armii Krajowej (bazylika św. Elżbiety we Wrocławiu)

- Dowódca – ppłk Aleksander Krzyżanowski „Wilk”
- Szef sztabu – cichociemny mjr dypl. Teodor Cetys „Sław”
- Szef oddziału I – kpt. Zbigniew Brodzikowski „Rarańcza”
- Szef oddziału II – por. Józef Ciecierski „Rokita”
- Szef oddziału III – ppłk Zygmunt Blumski „Strychański”
- Szef oddziału IV – mjr Kazimierz Radzikowski „Robur”
- Szef oddziału V – kpt. Stefan Czemik „Orwat”
- Szef oddziału VI – por. Antoni Snarski „Solny”
- Szef saperów – kpt. Michał Kwszyc  „Kowal”,
- Szef służby sanitarnej – por. dr Michał Reicher „ Sosna”[4].

Zgrupowania partyzanckie:

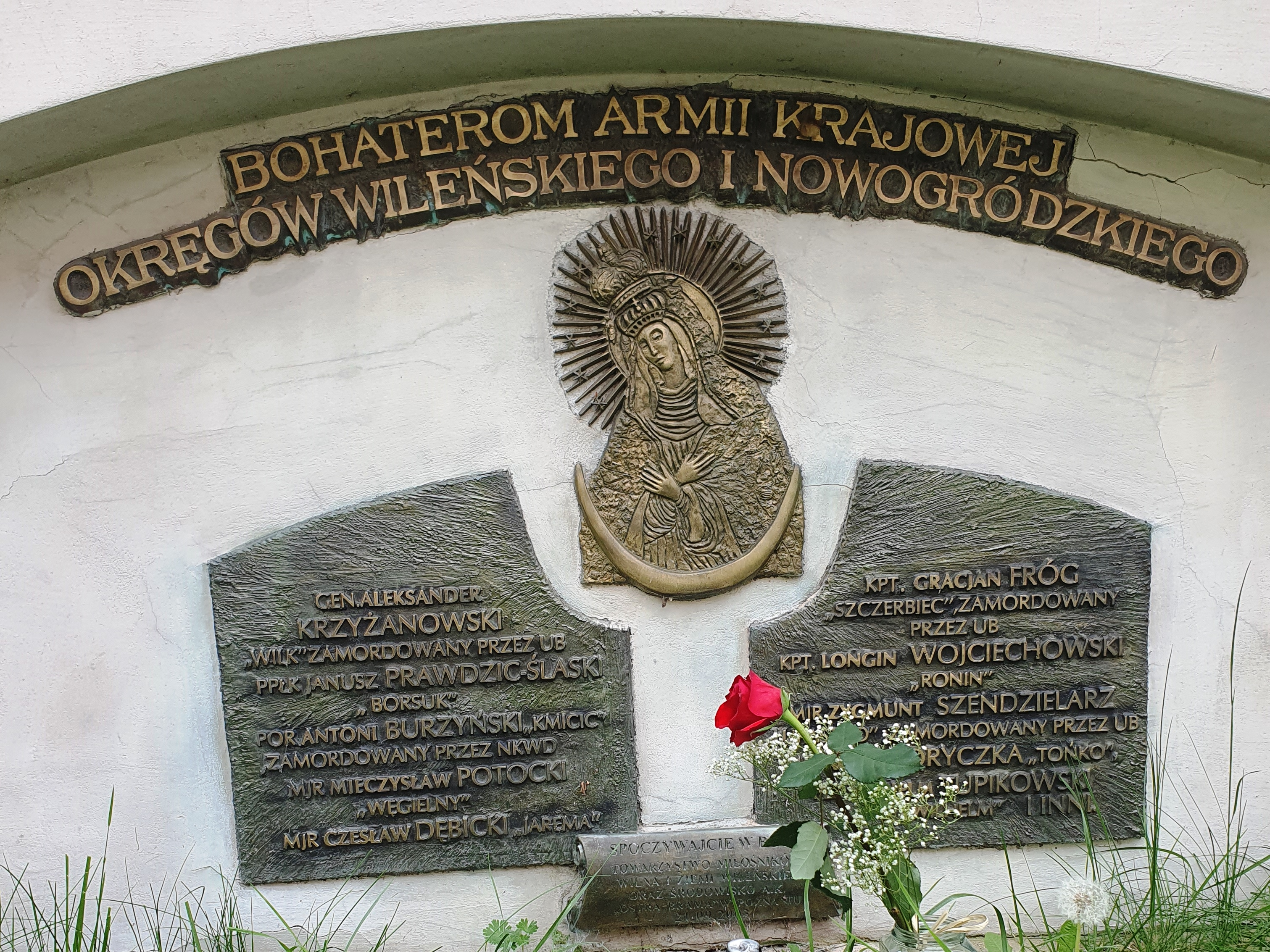
Tablica upamiętniająca bohaterów okręgu wileńskiego i nowogródzkiego AK na dziedzińcu kościoła św. Wojciecha w Poznaniu

- Zgrupowanie nr 1 Okręgu Wilno Armii Krajowej
  - 2 Wileńska Brygada Armii Krajowej
  - 3 Wileńska Brygada Armii Krajowej
  - 5 Wileńska Brygada Armii Krajowej
  - 7 Wileńska Brygada Armii Krajowej
- Zgrupowanie nr 2 Okręgu Wilno Armii Krajowej
  - 1 Wileńska Brygada Armii Krajowej
  - 4 Wileńska Brygada Armii Krajowej „Narocz”
  - 23 Brasławska Brygada Armii Krajowej
  - 24 Brygada Armii Krajowej „Dryświaty”
  - 36 Brygada Armii Krajowej „Żejmiana”
  - Wileńska Brygada Armii Krajowej „Gozdawa”
  - Oddział Rozpoznawczy – por. Borys Sztark „Ptasznik”
- Zgrupowanie nr 3 Okręgu Wilno Armii Krajowej
  - 8 Oszmiańska Brygada Armii Krajowej
  - 9 Oszmiańska Brygada Armii Krajowej
  - 10 Oszmiańska Brygada Armii Krajowej
  - 12 Oszmiańska Brygada Armii Krajowej
  - 13 Mołodeczańska Brygada Armii Krajowej

## Ważniejsze akcje bojowe oddziałów partyzanckich
| Data i miejsce                              | Opis działań |
| ------------------------------------------- | --- |
| Gieladnia 15 kwietnia 1943                  | Chrzest bojowy OP „Kmicica”. Oddział dokonał ataku na stację kolejową i magazyny. Zniszczono urządzenia stacyjne, zdobyto broń i amunicję. |
| Duniłowicze 1/2 sierpnia 1943               | OP „Kmicica” zlikwidował posterunek niemiecki. Straty nieprzyjaciela: kilku zabitych. Zdobyto: kilka sztuk kb i pm z zapasem amunicji oraz żywność. |
| Male 7 sierpnia 1943                        | Pierwsze starcie oddziału partyzanckiego na terenie Inspektoratu F. OP „Świta” stoczył potyczkę z Niemcami i policją litewską. Zginął dowódca oddziału „Świt” Tadeusz Borowiński. |
| Żodziszki 14/15 sierpnia 1943               | OP „Kmicica” zlikwidował załogę miasteczka. Stanowiło ją ok. 50 żandarmów niemieckich i 80 policjantów litewskich. Zdobyto broń, amunicję, umundurowanie i żywność. |
| Zanarocze-Hatowicze 26 sierpnia 1943        | Partyzanci sowieccy z oddziału Markowa podstępnie opanowali bazę OP „Kmicica” w Zanaroczu i rozbroili polskich partyzantów. Rozstrzelano „Kmicica”, 56 polskich partyzantów i 20 członków konspiracji terenowej. |
| Madziuny 28 sierpnia 1943                   | OP „Żuka” spalił most na Mereczance, powodując zakłócenia ruchu kołowego na szosie Wilno-Grodno. |
| Chojeckowszczyzna 12 września 1943          | Drużyna „Maksa” ostrzelała bandę rabunkową. W związku z brakiem amunicji partyzanci wycofali się. Przeciwnik poniósł duże straty. |
| Sorok-Tatary 19–24 września 1943            | Zlikwidowano kilka małych band rabunkowych i kolaborantów z Niemcami i Litwinami. |
| Popiszki 17 X 1943                          | OP „Szczepcia” wpadł w zasadzkę przygotowaną przez Łotyszów. W walce zginęli „Lipniak” i „Hardy”. Łotysze stracili 4 zabitych i kilku rannych. Rozproszony polski oddział wycofał się do bazy. |
| Worniany 5 listopada 1943                   | OP „Górala” rozbił więzienie, uwolnił Żydów i miejscowych rolników. W urzędzie gminy zniszczył dokumentację. |
| Turgiele i Taboryszki 28/29 XII 1943        | 3 i 6 Brygada zajęła obie miejscowości, rozbrojono posterunki policji litewskiej, zniszczono dokumenty kontyngentowe i osobowe, nakazano policjantom i urzędnikom litewskim opuszczenie miejscowości w ciągu doby, co zostało wykonane. Zdobyto: 30 kb, 2 rkm, pistolety, zapas amunicji i granaty. |
| Lasy Stoickie 31 XII 1943                   | 6 Brygada przeczesała lasy. Zlikwidowała dwa bunkry bandy rabunkowej. W bunkrach znaleziono rzeczy skradzione okolicznej ludności. Straty bandy: 2 zabitych. Zdobyto: 4 kb, 1 pm. |
| Zabrzezie III 1944                          | OP „Małego” dokonana nieudanego zamachu na konfidenta Gestapo. W czasie wymiany strzałów poległ „Mały” (Andrzej Kutzner vel Kucner). |
| Mikuliszki 8 I 1944                         | 3 i 6 Brygada walczyły skutecznie z atakującym je oddziałem litewskiej policji i niemieckiej żandarmerii. Broniące się oddziały 3 Brygady wsparła kwaterująca w Łapiejkach 6 Brygada z pobliskich. Straty nieprzyjaciela: 25 zabitych. Zdobyto: 25 kb, 1 lkm, 4 pm. Straty własne: 5 poległych, wśród nich por. Piotr Motylewicz „Szczepcio”. |
| Bodziszki 16 I 1944                         | 5 Brygada rozbiła atakujący kolumnę partyzantów oddział niemiecki. Straty nieprzyjaciela: 7 zabitych. Zdobyto: działko 27 mm, 2 ciężarówki z amunicją. |
| Rudomino 17/18 I 1944                       | Brygady 6. i 3. pod dowództwem por. Adama Boryczki „Tońki” zaatakowały Rudomino. Rozbito posterunek policji litewskiej, pocztę i urząd gminy. Do niewoli wzięto 15 policjantów. Zdobyto 14 kb, 2 lkm i amunicję. Policjantom i urzędnikom polecono opuścić miasteczko. |
| Polany 21 I 1944                            | 3 i 6 Brygada bez walki zajęły miejscowość. Litewscy policjanci i urzędnicy uciekli. Zniszczono dokumenty kontyngentowe i osobowe. |
| Worziany 31 I 1944                          | 5 Brygada stoczyła zwycięską walkę z ekspedycyjnym oddziałem niemieckim w sile ok. 200 ludzi. Po całodziennej walce atak odparto. Straty własne: 20 poległych. |
| Radziusze-Łozowe 2 II 1944                  | Stacjonująca tu po krwawym boju z Niemcami 5 Brygada została podstępnie zaatakowana przez oddział partyzantki sowieckiej. Odpierając skutecznie ataki, wycofano się za rz. Streczankę. Rosjanie ponieśli duże straty. Straty własne: 1 partyzant utonął podczas przeprawy przez rzekę. |
| Bołtupie 9/10 II 1944                       | Oddział partyzancki „Tura” uderzył na 20-osobowy posterunek policji litewskiej. Litwini nie wytrzymali uderzenia i wycofali się do Oszmiany. |
| Majralice 4 III 1944                        | Plutony „Rakoczego” z 5 Brygady i pluton „Mścisława” z „Błyskawicy” oraz drużyna doraźnie zmobilizowana z placówki AK w Podbrzeziu wspólnie zaatakowały kwatery bandy rabunkowej „Borodacza”. Po krótkiej walce bandę zlikwidowano. Zdobycz: 15 kb, 2 rkm, 10 pm, 5 pistoletów, zapas amunicji. |
| Bękarty(Jaszuny) 2 III 1944                 | 6 Brygada zdobyła magazyn Luftwaffe. Zdobyto ok. 50 tys. sztuk amunicji karabinowej – zapalającej, przeciwpancernej oraz rakiety i materiały wybuchowe. |
| Kiejdzie 3/4 III                            | Wydzielony oddział 6 Brygady zaatakował posterunek niemiecki ochraniający magazyny zboża. W krótkiej walce Niemców pokonano. Zdobycz: 2 rkm, 1 pm, dużo amunicji, granaty oraz koce, buty itp. Zboże z magazynu rozdano rolnikom. Wziętych do niewoli Niemców zwolniono. Straty własne: 1 zabity (d-ca drużyny „Polza”), 5 rannych. |
| Dubinki 4 III                               | OP „Błyskawica” rozbił posterunek policji litewskiej. Straty przeciwnika: 1 zabity, 1 ranny, 2 jeńców. Zdobycz: 30 kb, 2 rkm, 5 pm, amunicja. Budynek posterunku spalono. |
| Szumsk 12 III                               | 6 Brygada rozbroiła posterunek złożony z policjantów litewskich i żołnierzy organizacji Todt. Zdobycz: 1 ckm, 2 rkm, karabiny, amunicja. |
| Miedniki Królewskie 8/9 III                 | Wydzielony oddział 6 Brygady pod dowództwem „Zygmunta” zaatakował i zdobył niemiecki posterunek (ok 30 żołnierzy). Niemców rozbrojono i zwolniono. Zdobycz: 30 kb, 1 ckm, 1 rkm, 4 pm, 6 pistoletów, amunicja, granaty. |
| Graużyszki 12/13 III                        | 3 Brygada zaatakowała i po krótkiej walce z załogą litewską zajęła Graużyszki. 28 Litwinów rozbrojono, 1 Litwin zabity. Zdobycz: 27 kb, 2 lkm, 1 pm, 3 pistolety, 85 granatów, 1300 naboi. |
| Krewo 15 III 1944                           | OP III „Tura” i OP VI „Nietoperza” zdobył miasteczko, rozbił posterunek policji litewskiej. Straty nieprzyjaciela: 2 zabitych, kilku rannych. Jeńców zwolniono. Zdobycz: 25 kb, 3 rkm, 1 pm, 30 granatów, 6 tys. sztuk amunicji. |
| Dziewieniszki 16 III 1944                   | 6 batalion „Pala” (16 kompania) pod dowództwem „Zbroi” zdobyła miasteczko, likwidując administrację litewską. |
| Nowe Troki 29/30 III 1944                   | 3 Brygada czasowo opanowała miasto. Zdobyto broń, żywność, pieniądze. Zniszczono dokumentację Arbeitsamtu. Straty własne: l partyzant poległ. Akcję ubezpieczała 7 Brygada. |
| Ostrowiec 30/31/1 IV 1944                   | Wydzielony oddział 6 Brygady pod dowództwem „Tońki” zaatakował miasteczko, którego broniła załoga złożona z 80 żołnierzy Wehrmachtu, 150 ludzi z OT, 20 strażników holenderskich z ochrony majątku, 15 policjantów litewskich. Po dwugodzinnej walce główne siły przeciwnika wycofały się w kierunku Gudogaj. Straty nieprzyjaciela: 2 zabitych, 6 rannych. Zdobycz: 100 kb, 5 rkm, 1 ckm, 1 granatnik, granaty, amunicja, 1 motocykl, 10 rowerów, umundurowanie, wyposażenie, dokumentacja. Straty własne: 1 zabity, 9 rannych, wśród nich ciężko ranny „Tońko”. |
| Pohulanka 24 IV                             | 5 i 4 Brygada opanowała pociąg służbowy po krótkiej wymianie strzałów. Straty nieprzyjaciela: kilku zabitych i rannych. Straty własne: 1 partyzant ranny. Niemcom zabrano broń i inne materiały wojskowe. |
| Worniany 21 IV                              | Plan dowódcy 6 Brygady opanowania miasteczka nie powiódł się, nie zdołano rozbić posterunku policji litewskiej. W urzędzie gminnym i na poczcie zniszczono dokumenty. Zdobyto żywność. |
| Osienniki 25 IV                             | Wzmocniony pluton „Kruka” z 6 Brygady rozbroił oddział Holzkomando złożony z 11 Niemców, 22 własowców, 32 radzieckich jeńców wojennych. Straty przeciwnika: zabitych 3 Niemców, rannych 3 Niemców, 4 własowców i 2 jeńców. Zdobyto: 14 kb, 3 km, amunicję, 2 wozy, 6 koni. Straty własne: 6 rannych. |
| Bołosza 28 IV                               | 5 Brygada zaatakowała niemiecki oddział rekwirujący bydło i trzodę chlewną. Straty nieprzyjaciela: kilkunastu zabitych i rannych. Zdobyto: 20 kb, 1 ckm, 3 rkm, amunicję, granaty, 2 samochody ciężarowe. Straty własne: 1 zabity, 3 rannych. Dowodził „Węgielny”(„Łupaszko” w tym czasie więziony był przez Niemców). |
| Opsa 3 V                                    | 23 Brygada zorganizowała ucieczkę załogi posterunku białoruskiej policji pomocniczej. Zabrali ze sobą: 100 kb, 1 ckm, 5 lkm i wstąpili do 23 Brygady. Organizator ucieczki plut. Pupkiewicz. |
| Sieńkowszczyzna 7 V                         | 8, 13 i 9 Brygada rozbiły litewski oddział Plechaviciusa. Straty nieprzyjaciela: 30 zabitych, 11 zaginionych, kilkunastu rannych. Zdobyto znaczną ilość broni i wyposażenia. |
| Koniawa 8 V                                 | Batalion litewskiej formacji Plechaviciusa zaatakował w nocy z 12 na 13 maja 6 Brygadę. Bój trwał cały dzień bez rozstrzygnięcia. Straty nieprzyjaciela: 12 zabitych, 8 zaginionych. Straty własne: 9 zabitych, kilkunastu rannych. Dwaj partyzanci dostali się do niewoli, zostali przez mieszkańców litewskiej wsi wrzuceni do studni i ukamienowani. |
| Murowana Oszmianka i Tołminowo 12/13 V 1944 | Brygady 3, 8, 9, 12 uderzyły na Murowaną Oszmiankę bronioną przez dwie kompanie wojska Plechaviciusa. W tym samym czasie wieś Tołminowo bronioną przez jedną kompanię Litwinów zdobyła 13 Brygada przy współdziałaniu z 9 Brygadą. Straty nieprzyjaciela: Murowana Oszmianka 23 zabitych, Tołminowo 2 zabitych, 3 rannych. Straty własne; poległo 11 partyzantów. |
| Koleśniki 21 V                              | Siłami plutonu 6 Brygady zaatakowano jeden samochód osobowy i dwa ciężarowe przewożące niemiecką żandarmerię i litewską policję. Straty nieprzyjaciela: 6 Niemców i 15 Litwinów zabitych, 11 Niemców i 8 Litwinów rannych oraz 4 Litwinów zaginionych. Zdobyto: kilkadziesiąt kb, 2 rkm, 2 pm, kilkanaście pistoletów, granaty, amunicję. Straty własne: 2 zabitych, 8 rannych. |
| Nowe Daugieliszki 21 V                      | 23 Brygada Brasławska i 24 Brygada „Dryświaty” po krótkiej nocnej walce opanowały miasteczko. Straty nieprzyjaciela: 2 zabitych, 3 rannych. Zdobyto: 16 kb, 2 rkm, 6 pistoletów, kilka min ppanc, granaty, amunicję, materiały sanitarne, papierosy, żywność. W urzędzie gminnym zniszczono dokumenty kontyngentowe. Jeńców po pouczeniu zwolniono. |
| Wielkopole 30 V                             | Na stacji Czarny Bór 7 Brygada opanowała pociąg towarowo-osobowy z Wilna, którym następnie 30 partyzantów przejechało przez most na rzece Rudomince i zaatakowało bunkier strzegący mostu. Nie udało się zaskoczyć przeciwnika. Straty nieprzyjaciela: 4 zabitych, 5 rannych, reszta załogi wycofała się. Straty własne: 2 zabitych, 1 ranny. Zdobyto 1 ckm. Wobec zbliżania się pociągu pancernego z odsieczą, partyzanci wycofali się. |
| Janiszki po 15 V 1944                       | 5 i 4 Brygada zaatakowała i zdobyła miejscowość. Akcję rozpoczęto szarżą kawalerii na bunkry, do których wrzucono granaty. W ślad za kawalerią uderzyła kompania szturmowa 5 Brygady. Załoga litewska poddała się. |
| Łokciany 21 VI                              | 4 i 23 Brygada wykoleiła i zaatakowała pociąg towarowy transportujący zarekwirowane bydło i inne mienie. Straty nieprzyjaciela: kilku zabitych i rannych. Straty własne: poległ dowódca 23 Brygady por. „Ostroga” (Marian Kisielewicz). Zdobyto: 20 kb, 2 rkm, granaty, amunicję, kilka pistoletów, rakietnicę, dużo sprzętu łączności i saperskiego, ponadto 40 szt. bydła rogatego. |
| Postawy 27 VI 1944                          | 4 Brygada na linii kolejowej Nowe Święciany – Postawy zniszczyła 4 mosty. |
| Rudomino 29 VI                              | 3 Brygada toczyła bój spotkaniowy z oddziałem Luftwaffe w okolicach Rudomina. Straty nieprzyjaciela: 3 rannych. Zdobyto: samochód ciężarowy, działko p.panc., 3 ckm, 9 pm. |
| Szakieny 2 VII                              | 23 i 4 Brygada na szosie Święciany – Podbrodzie urządziły zasadzkę na kolumnę 15 samochodów, którymi ewakuowała się z Głębokiego niemiecka administracja wojskowa i cywilna. Straty nieprzyjaciela: 5 zabitych, 2 rannych. Straty własne: 2 rannych. Zdobyto: 12 samochodów, 1 motocykl, 2 km, kilkanaście kb, 10 pistoletów, amunicję, sprzęt kancelaryjny i inne. |
| Soły-Kiena 3 VII                            | 4 i 23 Brygada na linii kolejowej Soły – Kiena wysadziły pociąg zaporowy i zniszczyły drezynę. Straty nieprzyjaciela: 3 zabitych, 12 rannych. |
| Szwajcary 7 VII 1944                        | 6 i 12 Brygada rozbroiła eskortę złożoną ze 120 żołnierzy niemieckich konwojującą ok. 3 tys. jeńców sowieckich, włoskich i jugosłowiańskich ze Stalagu 352 w Mińsku. Uwolniono jeńców, zdobyto dużo broni. |
| Wilno 7–13 VII 1944                         | I i III Zgrupowanie oraz Garnizon Wilno walczy o miasto w ramach operacji Ostra Brama |
| IX 1944- VIII 1945                          | Młodzież z rozwiązanych oddziałów Armii Krajowej Ziemi Wileńskiej (Okręgów Wileńskiego i Nowogródzkiego), zagrożona aresztowaniami, zsyłką do ZSRR, deportacją lub poborem do Armii Czerwonej, organizuje się w partyzanckie oddziały samoobrony. |

- Wyboru dokonano na podstawie: J. Adamska, L. Świerda, S. Matuszewicz Miejsca bitew i mogiły żołnierzy okręgu wileńskiego AK. Biblioteka wileńskich rozmaitości. Seria A nr 8.

## Upamiętnienie
1 sierpnia 1980 w katedrze we Wrocławiu odsłonięto tablicę upamiętniającą żołnierzy Obszaru Lwowskiego i Okręgu Wileńskiego AK.